# Huis ten Bosch (Weesp)

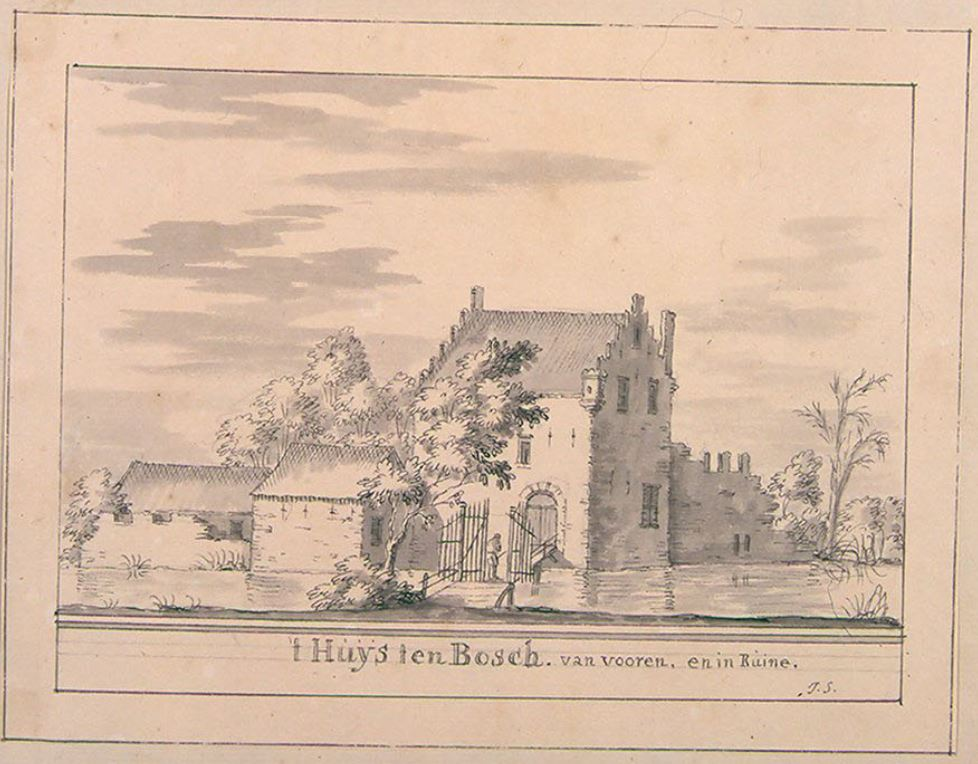
tekening Huis ten Bosch

Huis ten Bosch was tussen de 13e en de 17e eeuw een kasteel bij de Nederlandse stad Weesp. Het kasteel lag aan de Vecht tussen het huidige Fort bij Uitermeer en de Vechtbrug Uitermeer. Naast het vroegere kasteel ligt nog een boerderij met de naam 'Huis ten Bosch'.

## Geschiedenis
Vermoedelijk werd Huis ten Bosch in het midden van de dertiende eeuw gebouwd in opdracht van Egbertus van Amstel, een van de heren van Amstel. Het hield stand tot de inval van de Fransen in 1672, toen het tot op de fundamenten werd gesloopt. De restanten van dit kasteel onder het maaiveld zijn in 2022 bij archeologisch onderzoek onderzocht.
Onderzoek wees uit dat er een vierkante toren stond van ongeveer 12 bij 12 meter met muren van 2 tot 3 meter dikte. In dertiende eeuw werden onder andere in het Sticht Utrecht diverse vergelijkbare torens gebouwd, die zowel voor bewoning en verdediging dienden als statussymbool voor de opkomende opkomende ridderschap. In de twaalfde en dertiende eeuw behoorde de omgeving van Weesp en de rivieren de Vecht en de Amstel dan ook tot het grondgebied van de Bisschop van Utrecht. 
Gijsbrecht II van Amstel verwierf in 1226 als leenman van het bisdom Utrecht de zeggenschap over Diemen, Muiden en Weesp in de omgeving van de rivier de Vecht. Mogelijk werd het kasteel kort nadien gebouwd en in bruikleen gegeven aan diens broer Egbert van Amstel. De oudste vermelding hiervan dateert uit 1244. De oudste afbeelding van het kasteel is te vinden op een kaart van het Gooi en omliggende gebieden uit het begin van de 16e eeuw.
Ook op een kaart gemaakt door Pieter Bruinsz in 1592 van de bezittingen van het Amsterdamse Burgerweeshuis staat het kasteel afgebeeld, doch op de verkeerde oever van de Vecht. Het kasteel stond op een strategische positie aan de oostelijke oever bij een bocht in de Vecht, nabij het vroegere Naardermeer. De oude naam hiervan was Uitermeer, waar ook een buurtschap naar is vernoemd.
Het kasteel stond in het betwistte grensgebied van het Sticht Utrecht en het Graafschap Holland en werd in 1374 ingenomen door het leger van de bisschop. In 1408 werd het belegerd door de Friezen en Geldersen. In het Rampjaar 1672 werd het kasteel ingenomen door Franse troepen en definitief verwoest. In 1673 werd het tot op de grond afgebroken. De vrijkomende bouwmaterialen (bakstenen) werden in de omgeving hergebruikt.
Een in 1589 nabij de buurtschap Uitermeer gebouwde schans werd vanaf 1673 uitgebouwd tot het Fort bij Uitermeer. Dit nam in feite de strategische functie over van het vroegere kasteel.
De omgeving van Uitermeer behoorde tot 2022 tot de gemeente Weesp, sindsdien tot de gemeente Amsterdam. Dit bood de Amsterdamse archeologen van Monumenten en Archeologie de gelegenheid om onderzoek te doen met moderne technologie zonder te hoeven graven in het terrein en daarmee de archeologische resten te verstoren. Hierbij werd gebruik gemaakt o.a. een magnetometer en een drone met sensoren.
Op basis van de nieuwe gegevens en oude kaarten kon zo een reconstructie van de plattegrond van de onder het maaiveld liggende resten van het kasteel gemaakt worden. Deze bestonden uit een vierkante ondiepe gracht met daarbinnen een vierkant gebouw met daarin opgenomen een vierkante toren. Mogelijk had het kasteel ook een voorburcht, maar daarvan zijn (nog) geen resten gevonden.
Adrichem · Aelbrechtsberg · Akersloot · Amstel · Amsterdam · Assendelft · Assumburg · Banjaert · Beeckestijn · Berkenrode · Boekel · Bollenhofstede · Ten Bosch · Brederode · Caprera · Ter Coulster · Cranenbroek · Dampegeest · Eenigenburch · Egmond · Heemstede · Hilversum · Ilpenstein · Jan Aernts woninge van Bennebroek · Keggenrode · Ter Kleef · Kostverloren · Kronenburg · Marquette · Merestein · Middelburg · Muiderslot · Nederhorst · Nieuwburg · Nuwendoorn · Oud Haerlem · De Park · Poelenburg · Purmersteijn · Radboud · Huis te Ramp · Reewijk/Rietwijk · Rolland · Ruysdael · Schagen · Huis te Schoten · Sparenwoude · Te Spijk · Swanenburch · Sypesteyn · Tetrode · Teylingerbosch · Torenburg · Velsen · De Vlotter · Vogelenzang · Ter Wijc · Wijdenes · Ypestein · Te Zaanen